# André-Hubert Hérault
 (septembre 2011).
Si vous disposez d'ouvrages ou d'articles de référence ou si vous connaissez des sites web de qualité traitant du thème abordé ici, merci de compléter l'article en donnant les références utiles à sa vérifiabilité et en les liant à la section « Notes et références ».
Pour les articles homonymes, voir Hérault.
André-Hubert Hérault, né le 2 mai 1947 à Maulévrier (Maine-et-Loire), est un éditeur français, d’ouvrages d’histoire, de romans et de nouvelles.

## Biographie
André-Hubert Hérault né à Maulévrier édite plus de cinq cents titres historiques, biographiques, ethnographiques et de littérature générale. Il est maître imprimeur de 1972 à 1992. Il est lui-même l'auteur d'une vingtaine d'ouvrages.
Il obtient le Prix du salon du livre régional 1995, le Prix Agrippa d’Aubigné 1992 et le Prix Gilbert Prouteau 2015.

## Publications
- Diable ! ou les veillées fantastiques du Haut Pays vendéen, récits (édition Le Cercle d’Or)
- Le lévrier d'argent, récits
- Maulévrier, son histoire
  - Tome 1 : des origines à 1815
  - Tome 2 : de 1815 à nos jours (en collaboration avec Louis Ouvrard)
- Histoire du château des Colbert en Maulévrier (en collaboration avec Louis Ouvrard)
- Voyage au pays de la boule de Fort
- Histoire de Chanteloup-les-Bois en Anjou
- Le parc oriental de Maulévrier (en collaboration avec J.-P.Chavassieux) 5e édition
- Notre-Dame de Toutes-Aides à Maulévrier
- Vie de Jean-Nicolas Stofflet
- Le valet de cœur, roman, éditions Le Cercle d’Or
- Histoire du canton de Saint-Gilles-Croix-de-Vie des origines à l’an 2000, éditions de Bonnefonds (en collaboration avec Jean de Raigniac)
- Si Saint-Crespin-sur-Moine m’était conté
- La vie et les gens de Saint-Christophe-du-Bois (en collaboration avec Louis Vigneron)
- Histoire de Sainte-Christine en Anjou (en collaboration avec André Boulestreau)
- Le Longeron au fil des siècles (dir)
- Ursus, une famille du bocage, roman, Geste éditions, 2009
- Histoire de Toutlemonde en Anjou (dir)
- En voitures anciennes à travers la Vendée album illustré par Joëlle Barron
- Maulévrier dans les guerres, édition 2016
- L'imprimerie de l'armée Vendéenne
- La chronique du temps qui passe - Maulévrier (1800-1899)